# Nobutaka Suzuki
Nobutaka Suzuki (鈴木 伸貴 Suzuki Nobutaka?), född 12 september 1983 i Saitama prefektur, är en japansk före detta fotbollsspelare.
Suzuki började sin karriär 2002 i 1. FC Saarbrücken. Efter 1. FC Saarbrücken spelade han för SV Eintracht Trier 05, Shonan Bellmare, Gainare Tottori, FC Kagoshima, Samutsongkhram FC och Phitsanulok FC. Han avslutade karriären 2014.